# Hygiea kisbolygócsalád
A Hygiea kisbolygócsalád sötét felszínű, főleg szenes kondrit felépítésű, C típusú és B típusú kisbolygókból álló csoport a külső aszteroidaövben. Legnagyobb, névadó tagja a 10 Hygiea. Az aszteroidaöv 1%-a tartozik ehhez a csoporthoz. A Naptól nagyjából 3 CsE távolságra helyezkednek el.

## Tagjai
Méretben messze a legnagyobb a névadó 10 Hygiea, amelynek átmérője 400 km. A következő kettő a 333 Badenia és az 538 Friederike, mindkettő mintegy 70 km átmérőjű. A család többi tagjának átmérője kisebb, mint 30 km.